# Paralaoma servilis
Paralaoma servilis är en snäckart som först beskrevs av Robert James Shuttleworth 1852.  Paralaoma servilis ingår i släktet Paralaoma, och familjen punktsnäckor. Arten är reproducerande i Sverige.